# 용암면
용암면(龍岩面)은 대한민국 경상북도 성주군의 면이다. 넓이는 85.05km2이고, 인구는 2008년 기준으로 4,101명이다.

## 행정 구역
- 덕평리(德坪里)
- 상언리(上彦里)
- 상신리(相新里)
- 용정리(龍亭里)
- 용계리(龍溪里)
- 선송리(仙松里)
- 사곡리(泗谷里)
- 동락리(東洛里)
- 기산리(基山里)
- 운산리(雲山里)
- 문명리(文明里)
- 중거리(中巨里)
- 마월리(麻月里)
- 계상리(溪上里)
- 대봉리(大鳳里)
- 죽전리(竹田里)
- 본리리(本里里)

## 교육
- 용암초등학교 (상언리)
  - 성암분교 (폐교) - 용암면 마월1길 28-7 (마월리)
- 대동초등학교 (기산리)
- 용암중학교 (본리리)